# المجلس الوطني الإندونيسي لإدارة الكوارث
المجلس الوطني الإندونيسي لإدارة الكوارث هو المجلس الإندونيسي لشؤون الكوارث الطبيعية. تم تأسيسه في عام 2008 ليحل محل مجلس التنسيق الوطني لإدارة الكوارث. المجلس مسؤول مباشرة أمام رئيس إندونيسيا ويتم تعيين الرئيس مباشرة من قبل الرئيس.

## التاريخ
في 20 أغسطس 1945 أنشأت الحكومة الإندونيسية وكالة مساعدة عائلات ضحايا الحرب وكان تركيزها على مساعدة ضحايا الحرب وعائلاتهم خلال الثورة الوطنية الإندونيسية.
في عام 1966 أنشأت الحكومة المجلس الاستشاري للإدارة المركزية للكوارث الطبيعية من خلال المرسوم الرئاسي رقم 256 لعام 1966. وكان المجلس مسؤولاً عنه وزير الشؤون الاجتماعية. بعد ذلك بعام أنشأت هيئة رئاسة مجلس الوزراء من خلال المرسوم رقم 14 لعام 1967 فريق التنسيق الوطني لإدارة الكوارث.
تم تأسيس باكوراناس في عام 1979 ليحل محل المجلس الاستشاري للكوارث الطبيعية، والذي تم إنشاؤه في عام 1966. تم تأسيس المنظمة في شكل المجلس الوطني الإندونيسي لإدارة الكوارث الحالي في عام 2008 بموجب المرسوم الرئاسي 8 لعام 2008.
في 21 يناير 2019 رفع الرئيس جوكو ويدودو رتبة رئيس المجلس الوطني الإندونيسي لإدارة الكوارث إلى مسؤول على مستوى الوزير، مما سمح للوكالة بتولي مهام القيادة مباشرة خلال الكوارث الطبيعية.

## الواجبات والوظائف

### الواجبات
- توفير التوجيه والتوجيه بشأن جهود إدارة الكوارث التي تشمل الوقاية من الكوارث، والاستجابة لحالات الطوارئ، وإعادة التأهيل، وإعادة الإعمار بشكل عادل ومنصف.
- إسناد توحيد وتنفيذ احتياجات إدارة الكوارث بناءً على القوانين واللوائح.
- إيصال المعلومات إلى الناس من خلال إدارة الكوارث المجتمعية.
- إدارة الكوارث تقدم تقاريرها إلى الرئيس مرة واحدة في الشهر في الظروف العادية وفي جميع الأوقات في حالة الطوارئ.
- استخدام حساب للتبرعات / دعم وطني ودولي.
- حساب لاستخدام الأموال الواردة من الناس والدولة.
- تنفيذ الالتزامات الأخرى وفقًا للقوانين واحتياجات الناس.
- وضع مبادئ توجيهية لإنشاء الوكالة الإقليمية لإدارة الكوارث.

### المهام
صياغة ووضع سياسات لإدارة الكوارث والتعامل مع اللاجئين للعمل بسرعة وبشكل مناسب وفعال وكفء، وتنسيق تنفيذ أنشطة إدارة الكوارث بطريقة مخططة ومتكاملة وشاملة.
من بين الأشياء الأخرى، يصدر المجلس معلومات منتظمة حول حالة التنبيهات لبراكين أندونيسية مختارة. عند إصدار نشرات المعلومات هذه يعتمد المجلس على مشورة مركز علم البراكين وتخفيف المخاطر الجيولوجية. تهدف هذه النشرات إلى تحذير السكان المحليين من التهديدات المحتملة وكذلك المساعدة في التخطيط لأنشطة الاستجابة لحالات الطوارئ. التنبيهات مفيدة أيضًا للزائرين الذين قد يخططون للرحلات إلى هذه المواقع. اعتبارًا من سبتمبر 2011 تم إدراج خمسة براكين في قائمة «الإنذار» من المستوى الثالث و12 في قائمة المستوى الثاني «اليقظة».
لاحظ المجلس أن الدعم المالي للاستجابة للكوارث في إندونيسيا يظل محدودًا نسبيًا. لاحظ متحدث باسم المجلس أنه تم تخصيص مبلغ 4 تريليون روبية فقط (حوالي 470 مليون دولار أمريكي) لدعم الإغاثة في حالات الكوارث في إندونيسيا خلال عام 2011.